# Camosa Rosada
Camosa Rosada es el nombre de una variedad cultivar de manzano (Malus domestica) Esta manzana está cultivada en la colección de germoplasma de manzanas del CSIC, así mismo también está cultivada en la colección particular de manzanas de Cataluña "El pomari de l'Emili". Esta manzana es originaria de la Comunidad autónoma de Cataluña, Lérida, donde tuvo su mejor época de cultivo comercial antes de la década de 1960.

## Sinónimos
- "Poma Camosa Rosada"
- "Manzana Camuesa Rosada".[6]

## Historia
'Camosa Rosada' es una variedad de manzana de Cataluña, cuyo cultivo conoció cierta expansión en el pasado, pero que a causa de su constante regresión en .el cultivo comercial no conservaban apenas importancia y prácticamente habían desaparecido de las nuevas plantaciones en 1971. Así hay variedades tales como 'Camuesa de Llobregat' y 'Manyaga' que constituían en 1960 el 70% de la producción de manzana en la provincia de Barcelona y se encontraba la primera en otras nueve provincias y la segunda en seis y 'Normanda' que estaba muy difundida hasta 1960 entre los viveristas de Aragón (representaba el 25% de la cosecha en la cuenca del Jiloca). En 1971 Puerta-Romero y Veirat solo encontraron 184 ha de “Manyaga” (el 31% con más de 20 años), 81 ha de “Camuesa de Llobregat” (el 36% con más de 20 años) y ya no citan al cultivar “Normanda”.
'Camosa Rosada' está considerada incluida en las variedades locales autóctonas muy antiguas, cuyo cultivo se centraba en comarcas muy definidas. Se caracterizaban por su buena adaptación a sus ecosistemas y podrían tener interés genético en virtud de su adaptación. Se encontraban diseminadas por todas las regiones fruteras españolas, aunque eran especialmente frecuentes en la España húmeda. Estas se podían clasificar en dos subgrupos: de mesa y de sidra (aunque algunas tenían aptitud mixta).
'Camosa Rosada' es una variedad clasificada como de mesa; difundido su cultivo en el pasado por los viveros comerciales y cuyo cultivo en la actualidad se ha reducido a huertos familiares y jardines privados.

## Características
El manzano de la variedad 'Camosa Rosada' tiene un vigor entre escaso y mediano, de porte de mediana altura con las ramas erguidas; tubo del cáliz pequeño, en forma de cono aunque suele ser variado; estambres por encima de la mitad y pistilo fuerte o ausente.
La variedad de manzana 'Camosa Rosada' tiene un fruto de tamaño grande; forma alargada, con contorno regular y simétrico; piel fina, semi-brillante; con color de fondo verde amarillento, importancia del sobre color bajo, color del sobre color rosado, distribución del sobre color alguna cara levemente rosada en la zona de insolación, acusa punteado fino abundante verde blanquinoso, y algunos rosados, y una sensibilidad al "russeting" (pardeamiento áspero superficial que presentan algunas variedades) débil; pedúnculo mediano o largo y semi grueso o fino, leñoso y pubescente, anchura de la cavidad peduncular amplia, profundidad cavidad pedúncular medianamente profunda, bordes levemente ondulados, fondo limpio, exento de chapa o suavemente tomentoso, y con una importancia del "russeting" en cavidad peduncular débil; anchura de la cavidad calicina es medianamente amplia, profundidad de la cavidad calicina profunda, bordes muy ondulados, y con importancia del "russeting" en cavidad calicina débil; ojo casi cerrado o abierto, cuando los sépalos están partidos dejan entrever el fondo con los estambres y pistilo; sépalos carnosos y separados en su base, convergentes hacia el centro y con las puntas vueltas y retorcidas hacia fuera, pubescentes y de color verde.
Carne de color blanco-crema; textura bastante consistente, en la madurez cambia a harinosa; sabor poco aromática; corazón bulbiforme alargado, bien delimitado por las líneas que enmarcan el corazón, cerradas en sus dos polos; eje abierto y un poco hueco; celdas muy variadas; semillas grandes y arriñonadas.
La manzana 'Camosa Rosada' tiene una época de maduración y recolección tardía, madura en el otoño, en octubre. No tiene una buena conservación. Se usa como manzana de mesa fresca.